# أصول (ألبوم موسيقي)
أصول (باللغة الإنجليزية: Origins) هو رابع ألبوم موسيقى لفرقة بوب الروك الأمريكية إماجن دراجونس الذي صدر في 9 نوفمبر 2018 من قبل شركتي التسجيلات الأمريكية أنترسكوب و شركة كيديناكورنر وتسجيلات بوليدور.

## الترويج والأداء التجاري
تم إصدار أغنية Natural في 17 يوليو 2018 بشكل مستقل كترويج لصدور الألبوم، واختارتها ESPN كنشيد لموسم كرة القدم الجامعية لعام 2018. ومنذ ذلك الحين، بلغت الأغنية ذروتها في المركز 13 على قائمة بيلبورد هوت 100.
في 19 سبتمبر 2018، صدرت أغنية "Zero" كأغنية منفردة ثانية. ظهرت الأغنية في فيلم الرسوم المتحركة "رالف يدمر الإنترنت" من إنتاج ديزني، وأُدرجت في الإعلان الترويجي الرسمي الثاني للفيلم، بالإضافة إلى شارة النهاية. وفي 4 من أكتوبر رفعت الفرقة فيديو ترويجي لألبوم.
ظهرت الألبوم لأول مرة في المركز الثاني على قائمة بيلبورد 200 الأمريكية مع 91000 وحدة مكافئة للألبوم (بما في ذلك 61000 مبيعات ألبوم خالصة)، مما يجعلها رابع ألبومين للفرقة في المركزين الأولين وثالث ألبوم لهم يظهر لأول مرة في المركز الثاني. اعتبارًا من 31 أغسطس 2021، حصل الألبوم على شهادة البلاتين في الولايات المتحدة من قبل رابطة صناعة التسجيلات الأمريكية (RIAA) لمبيعات بلغت مليون وحدة في البلاد لوحدها.

## قائمة أغاني الألبوم
جميع الأغاني الموسيقية من تأليف دان رينولدز، وواين سيرمون، وبن ماكي، ودانيال بلاتزمان (أعضاء الفرقة). تجدون أدناه في الجدول أسماء المؤلفين الإضافيين.
| رقم           | عنوان الأغنية     | الكاتب                                           | المنتج                          | مدة الأغنية |
| ------------- | ----------------- | ------------------------------------------------ | ------------------------------- | ----------- |
| 1.            | "Natural"         | - روبن فريدريكسون - ماتياس لارسون - جاستن ترانتر | ماتمان و روبن                   | 3:09        |
| 2.            | "Boomerang"       | يورغن أوديجارد                                   | أوديجارد                        | 3:07        |
| 3.            | "Machine"         | ألكسندر جرانت                                    | أليكس دا كيد                    | 3:01        |
| 4.            | "Cool Out"        | تيم راندولف                                      | - ماتمان و روبن - تيم راندولف   | 3:37        |
| 5.            | "Bad Liar"        | - أوديجارد - أجا فولكمان                         | أوديجارد                        | 4:20        |
| 6.            | "West Coast"      | إماجن دراجونس                                    | إماجن دراجونس                   | 3:37        |
| 7.            | "Zero"            | جون هيل                                          | جون هيل                         | 3:30        |
| 8.            | "Bullet in a Gun" | - ألكسندر جرانت - جايسون ديزوزيو                 | - أليكس دا كيد - جايسون ديزوزيو | 3:24        |
| 9.            | "Digital"         | ألكسندر جرانت                                    | أليكس دا كيد                    | 3:21        |
| 10.           | "Only"            | - فريدريكسون - لارسون - ترانتر                   | ماتمان و روبن                   | 3:00        |
| 11.           | "Stuck"           | - ألكسندر جرانت - جايسون ديزوزيو                 | - أليكس دا كيد - جايسون ديزوزيو | 3:10        |
| 12.           | "Love"            | إيدو زميشلاني                                    | زميشلاني                        | 2:46        |
| إجمالي المدة: | إجمالي المدة:     | إجمالي المدة:                                    | إجمالي المدة:                   | 40:03       |

## وصلات خارجية
- أصول على موقع ميتاكريتيك (الإنجليزية)
- أصول على موقع أول ميوزيك (الإنجليزية)
- أصول على قاعدة بيانات ديسكوغز (الإنجليزية)
- أصول على موسوعة ميوزيك برينز (MBRG).

الموقع الرسمي لفرقة إماجن دراجونس.